# The Concert in Central Park
The Concert in Central Park és el primer àlbum en directe del duet estatunidenc de folk rock Simon & Garfunkel. Fou publicat el febrer de 1982 amb el segell discogràfic Warner Bros. Records, i fou gravat el setembre de 1981 durant un concert benèfic gratuït al Central Park de Nova York davant de més de mig milió de persones. La recaptació econòmica va servir per al desenvolupament i manteniment dels espais verds deteriorats del centre de Manhattan. Aquest concert i l'àlbum van marcar el començament de la curta reunió entre Paul Simon i Art Garfunkel.
El concepte d'un concert benèfic a Central Park fou proposat pel comissionat de parcs Gordon Davis i el promotor Ron Delsener. El canal de televisió HBO es va comprometre a emetre l'acte, i va treballar amb Delsener per decidir que Simon and Garfunkel era l'opció adequada per dur-lo a terme. A banda de cançons que en temps anteriors ja foren grans èxits, la llista de temes inclogué material de les seves carreres en solitari així com versions d'altres grups. En total interpretaren 21 cançons, encara que dues d'elles no foren incloses en l'àlbum. Entre les cançons que cantaren hi hagué clàssics com «The Sound of Silence», «Mrs. Robinson» i «The Boxer»; l'esdeveniment conclogué amb una repetició de la cançó de Simon «Late in the Evening». Les tensions personals van fer que el duo no es decidís a continuar amb la reunificació tot i l'èxit del concert.
L'àlbum i una pel·lícula foren publicats l'any següent al concert. La interpretació del duet fou aplaudida pels crítics musicals i l'àlbum va tenir molt d'èxit comercial; va arribar al número sis de la llista Billboard 200 i rebé el certificat doble platí de la Recording Industry Association of America (RIAA). La gravació de vídeo es pogué veure inicialment per HBO, i més tard estigué disponible en VHS i DVD.